# Lanco
Lanco är en kommun i Chile.   Den ligger i provinsen Provincia de Valdivia och regionen Región de Los Ríos, i den södra delen av landet, 700 km söder om huvudstaden Santiago de Chile.
I omgivningarna runt Lanco växer i huvudsak städsegrön lövskog. Runt Lanco är det glesbefolkat, med 12 invånare per kvadratkilometer.